# Waldorf Astoria Amsterdam

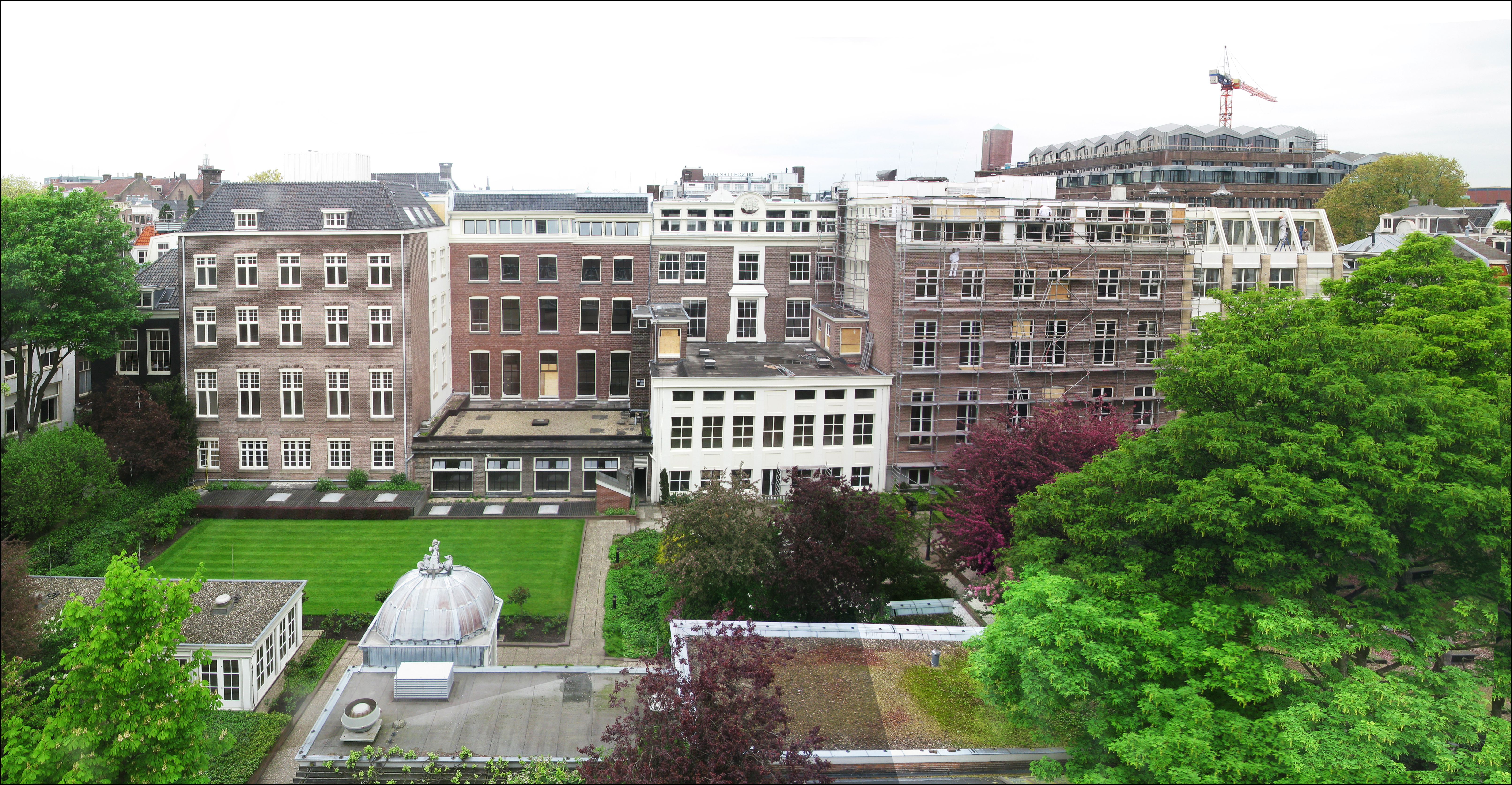
Tuin

Het Waldorf Astoria Amsterdam is een vijfsterrenhotel in Amsterdam, onderdeel van Hilton Worldwide.

## Algemeen
Het Waldorf Astoria Amsterdam werd op 1 mei 2014 geopend. Het is het 25e hotel van de WA Hotels & Resorts. Het hotel bevindt zich aan de Herengracht 542-556, tussen de Utrechtsestraat en Reguliersgracht. Samen met G A Design International werden de panden, die uit de 17e en 18e eeuw zijn en op de lijst van UNESCO staan, tot een geheel verbouwd. Het hotel heeft thans 93 kamers.
Het personeel draagt kleding die door Jan Taminiau werd ontworpen. De receptionistes dragen jurken bedrukt met een plattegrond van de Amsterdamse grachten.

## Panden
Herengracht 542 en 544 werden in 1687 samen onder één dak gebouwd. Op 542 ging Arent van der Wayen wonen en dat pand bleef ongeveer 120 jaar in zijn familie. Nummer 544 werd aanvankelijk bewoond door Jan Somer Nicolaes. Het was sinds 1740 van Joan Hubert van Meel en werd in 1789 door Josephus Augustinus Brentano gekocht.
Herengracht 546 werd in 1672 gebouwd voor mr. Willem Sautijn. In 1690 werd een koetshuis aan de Keizersgracht gebouwd. Het huis bleef lang in de familie, maar in 1921 werd de firma Wm. H. Muller & Co hier gevestigd.
Herengracht 548, 550 en 552 werden in 1665 gebouwd, nummer 548 voor Cornelis Backer, oud-schepen en raad, nummer 550 voor burgemeester Hendrik Hooft Gerritsz (zijn wapen staat boven de kroonlijst) en nummer 552 voor Dirck van der Waeijen. In 1920 werden 548 en 550 samengevoegd en tot kantoor verbouwd. Nummer 548 bleef in de familie Hooft tot 1720, daarna werd het verkocht aan Nicolaas Witsen en in 1747 aan Gerrit Hooft Daniëlsz. Zijn weduwe ging in 1758 op nummer 552 wonen. Hun zoon Gerrit verhuurde het pand vanaf 1782. Bank Mees & Hope liet de drie huizen in 1968 weer verbouwen.
Herengracht 554 werd in 1666 gebouwd als dubbel woonhuis. In 1716 kwam oud-burgemeester Quirijn van Strijen hier wonen en in 1741 zijn zoon Jacob. Nicolaes Geelvinck kwam er na 1756 wonen, en in 1770 werd het huis verkocht aan burgemeester mr Willem Huygens.
Herengracht 556 werd in 1670 gebouwd als dubbel woonhuis. Ook hier was Hendrik Hooft de opdrachtgever. In 1681 kwam zijn kleindochter Duyfje van de Poll er wonen. De twee huizen werden voor 1738 vervangen door het huidige pand, waar koopman Jacobus Loten ging wonen. In 1930 werd het een kantoor van de Nationale Levensverzekeringsbank. Zij lieten de gevel restaureren.

## Trivia
- Het tweesterrenrestaurant heet sinds 1 januari 2019 Spectrum. Sydney Schutte is hier de chef-kok. Voorheen was hij de rechterhand van Jonnie Boer in De Librije in Zwolle.
- In het Waldorf Astoria werd twee maal (in 2019 en 2023) de Levitov Chess Week gehouden, een prestigieus schaaktoernooi. Jan Nepomnjastsjii won beide edities.